# 2025 au Mexique
 2023 par pays en Amérique — 2024 par pays en Amérique — 2025 par pays en Amérique — 2026 par pays en Amérique — 2027 par pays en Amérique

## Toujours en cours
- Depuis le 1er octobre 2024, la présidente du Mexique est madame Claudia Sheinbaum, première femme à occuper ce poste.
- La Guerre de la Drogue est toujours en cours depuis 2006, et elle s'intensifie depuis 2016 provoquant chaque année plus de morts.
- Le Mexique est toujours touché par la crise migratoire en Amérique centrale depuis 2017.
- Le Mexique est toujours l'un des pays les plus touchés au monde par la pandémie de covid-19.

## Événements

### Janvier
- x

### Février
- x

### Mars
- x

### Avril
- x

### Mai
- 17 mai : Collision du Cuauhtémoc avec le pont de Brooklyn causant 2 morts et 25 blessés à bord du navire

### Juin
- x

### Juillet
- x

### Août
- x

### Septembre
- x

### Octobre
- x

### Novembre
- x

### Décembre
- x

#### Articles sur l'année 2025 au Mexique
- Pandémie de Covid-19 au Mexique
- Guerre de la drogue au Mexique

#### L'année sportive 2025 au Mexique
- Tournoi d'ouverture du championnat du Mexique de football 2025
- Tournoi de clôture du championnat du Mexique de football 2025
- Grand Prix automobile de Mexico 2025
- Tournoi de tennis du Mexique (ATP 2025)
- Tournoi de tennis de Cabo San Lucas (ATP 2025)
- Tournoi de tennis de Guadalajara (WTA 2025)

#### L'année 2025 dans le reste du monde
- L'année 2025 dans le monde
- 2025 par pays en Amérique • 2025 au Brésil, 2025 au Canada, 2025 au Québec, 2025 aux États-Unis
- 2025 en Europe, 2025 dans l'Union européenne • 2025 en Belgique, 2025 en France, 2025 en Italie, 2025 en Suisse
- 2025 en Afrique • 2025 par pays en Asie • 2025 par pays en Océanie, 2025 en Océanie • 2025 en Antarctique
- 2025 aux Nations unies
- Décès en 2025